# Ingo Beucker
Ingo Beucker (* 28. Januar 1906 in Warstein, Kreis Arnsberg, Provinz Westfalen; † 5./6. Juni 1990 in Düsseldorf) war ein deutscher Architekt.

## Leben
Ingo Beucker war ein Sohn des Heizungsingenieurs Ingo Beucker und dessen Ehefrau Ella. Wie sein Bruder Ivo Beucker, der Bildhauer wurde, erhielt er als Jugendlicher privaten Zeichenunterricht. Nach Jahren in Hagen kam die Familie 1920 nach Düsseldorf. Ingo Beucker studierte Architektur an der Technischen Hochschule Stuttgart. Dort war er Schüler von Paul Schmitthenner, Paul Bonatz und Heinz Wetzel und erhielt eine Prägung im Sinne der Stuttgarter Schule. Er unternahm Studienreisen nach Norwegen, Dänemark, Schweden, Flandern, Frankreich und in den Balkan. Mit der stadtbaugeschichtlichen Arbeit Die sechs kurkölnischen Städte im Regierungsbezirk Düsseldorf, die er 1932/1933 im Düsseldorfer Jahrbuch veröffentlichte, promovierte er 1931 an der Technischen Hochschule Stuttgart zum Dr.-Ing.
1932 ließ er sich in Düsseldorf als Architekt nieder. Er wurde Mitglied des Bundes Deutscher Architekten. Außerdem war er Mitglied im Vorstand des Düsseldorfer Geschichtsvereins. Von 1940 bis 1945 diente er als Soldat der Wehrmacht im Zweiten Weltkrieg. 1943 wurde sein Sohn Thomas geboren, der ebenfalls Architekt wurde. Nach dem Krieg war Beucker eine Weile für das Ministerium für Wiederaufbau des Landes Nordrhein-Westfalen tätig und gründete mit seinem Partner das Architekturbüro Dr. Beucker und von Fellner, das in den 1960er Jahren an der Rheinallee in Düsseldorf-Oberkassel lag.

## Bauten und Entwürfe (Auswahl)

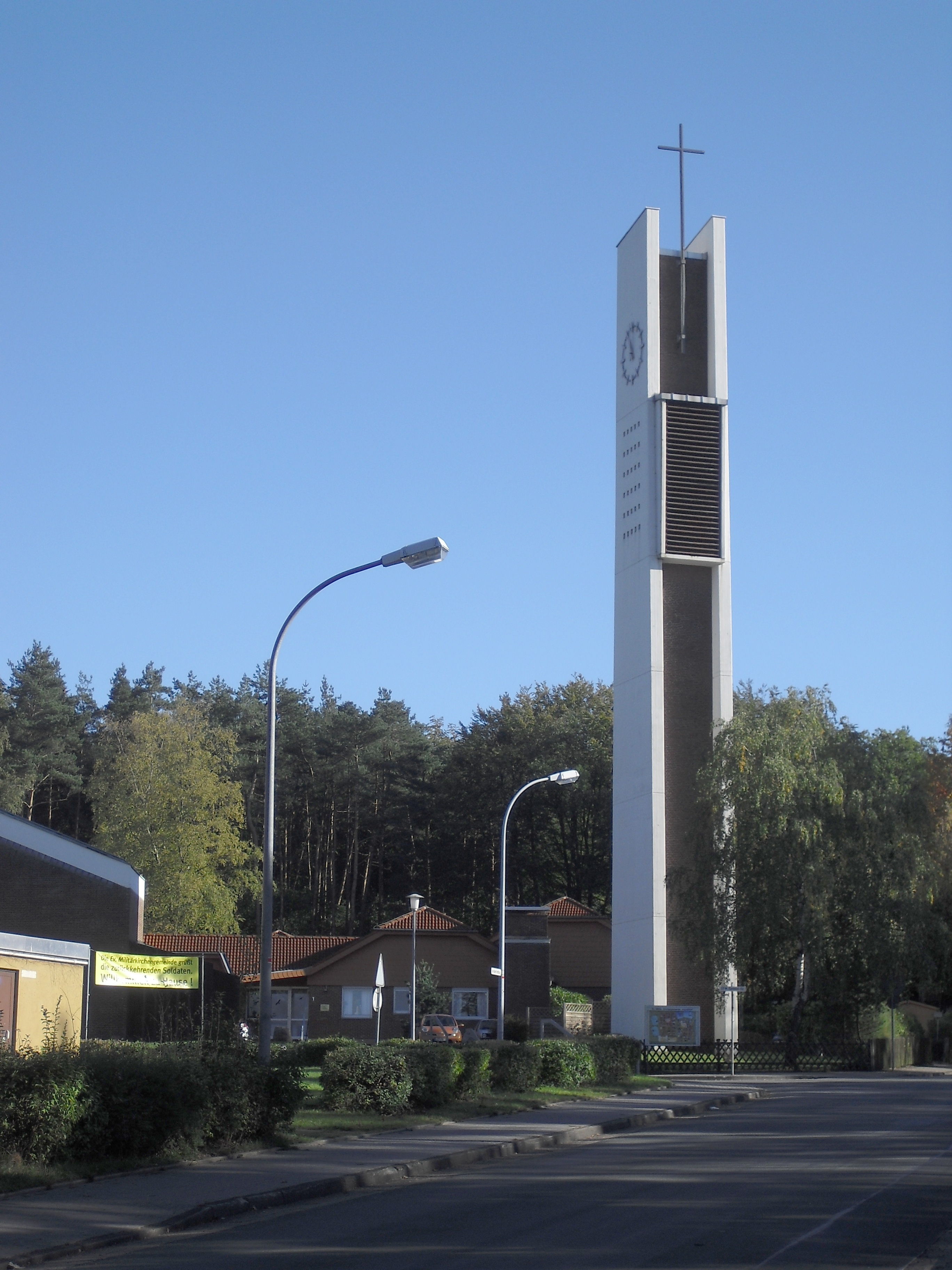
Turm der Evangelischen Militärkirche Augustdorf

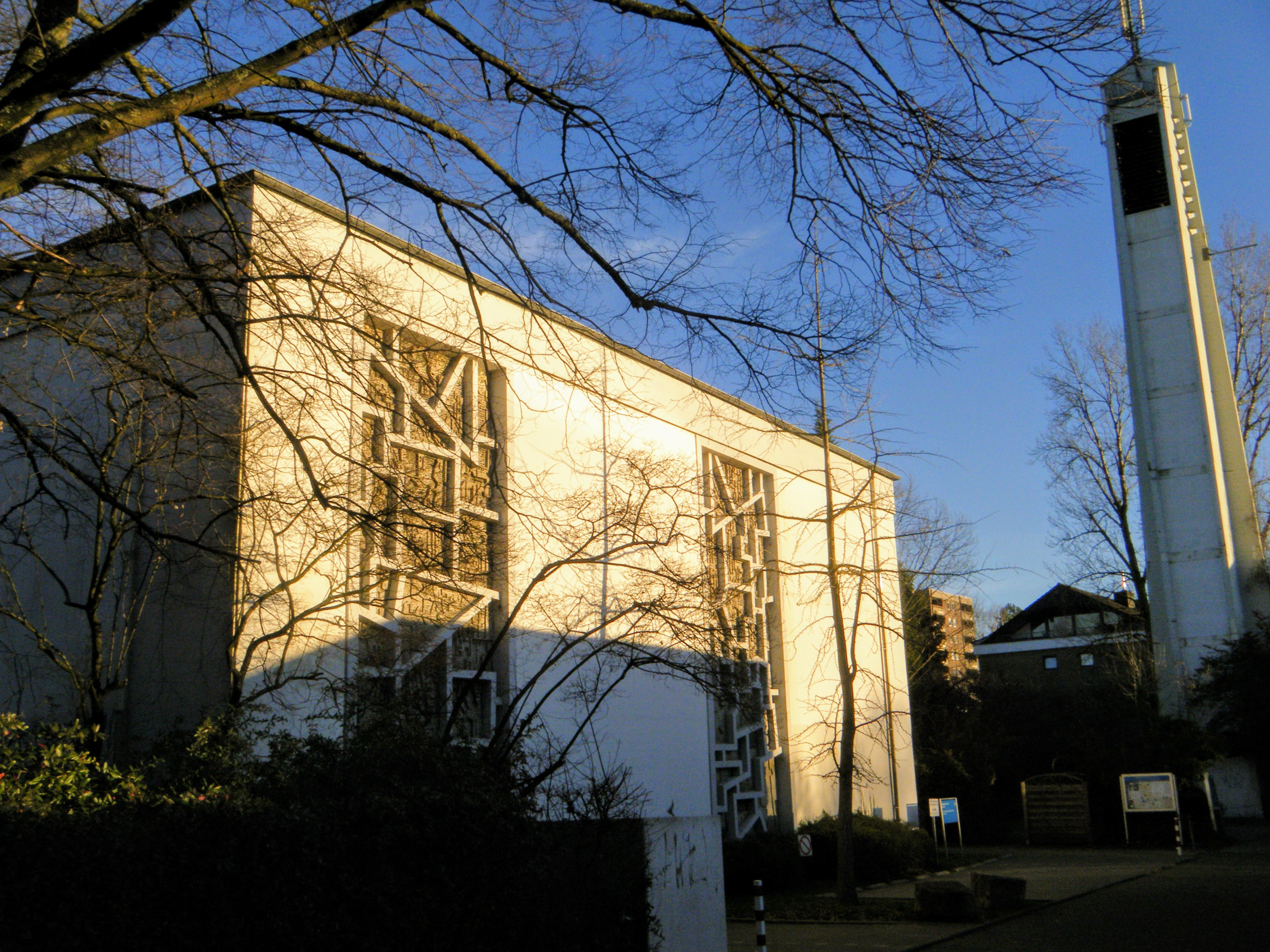
Heilig-Geist-Kirche, Düsseldorf-Benrath

- 1934: Entwurf zum Wettbewerb um das Schlageter-Forum in Düsseldorf, Ankauf[6]
- 1936: Musterhaus der „Schlageter-Siedlung“ zur Reichsausstellung Schaffendes Volk[7]
- 1939: Entwurf für ein bergisches Landhaus, Wilhelm-Rees-Preis der Stadt Remscheid[8]
- 1946: Boots- und Vereinshaus des Düsseldorfer Rudervereins 1880 in Düsseldorf-Hamm[9]
- 1948: preisgekrönter Beitrag zum offenen Wettbewerb um das Funkhaus Wallrafplatz in Köln
- 1959: Johanneswerk-Wohnheim Maximilian-Kolbe-Straße 9, Bochum-Mitte[10]
- 1962: Evangelische Militärkirche in Augustdorf
- 1966: Evangelische Heilig-Geist-Kirche mit Gemeindezentrum an der Südallee 98 in Düsseldorf-Benrath

## Schriften (Auswahl)
- Die sechs kurkölnischen Städte im Regierungsbezirk Düsseldorf. Eine städtebauliche Arbeit. Dissertation Technische Hochschule Stuttgart, 1931. In: Düsseldorfer Jahrbuch, 37. Jahrgang (1932/1933), S. 1–93.
- Kempen, eine städtebauliche Untersuchung. In: Die Heimat, 13. Jahrgang (1934), S. 25 ff.
- Die kurkölnischen Städte Uerdingen und Linn in ihrer städtebaulichen Anlage. In: Die Heimat, 13. Jahrgang (1934), S. 90–94.
- Ausstellung ‚Schaffendes Volk‘, Düsseldorf 1937. In: Die Baugilde, 17 (1937), S. 589–592.
- Die kurkölnischen Städte Neuß und Rheinberg. Eine städtebauliche Arbeit. In: Die Heimat, 17. Jahrgang (1938), S. 199–214.
- mit Gisela Vollmer: Die Neanderkirche in Düsseldorf. In: Düsseldorfer Jahrbuch, 49. Jahrgang (1959), S. 176–195.